# 紐菲爾德 (新澤西州)
紐菲爾德（英語：Newfield）是位於美國新澤西州格洛斯特縣的自治市鎮。

## 人口
根據2020年美國人口普查的數據，紐菲爾德的面積為4.51平方千米，當中陸地面積為4.50平方千米，而水域面積為0.01平方千米。當地共有人口1774人，而人口密度為每平方千米393人。